# Santippe (figlia di Doro)
Santippe (in greco antico: Ξανθίππη?, Xanthìppē) è un personaggio della mitologia greca, figlia di Doro, a sua volta figlio di Apollo e Ftia.

## Mitologia
Sposò Pleurone a cui diede i figli Agenore, Sterope, Laofonte e Stratonice. 